# マリア・カロリナ・ソビェスカ

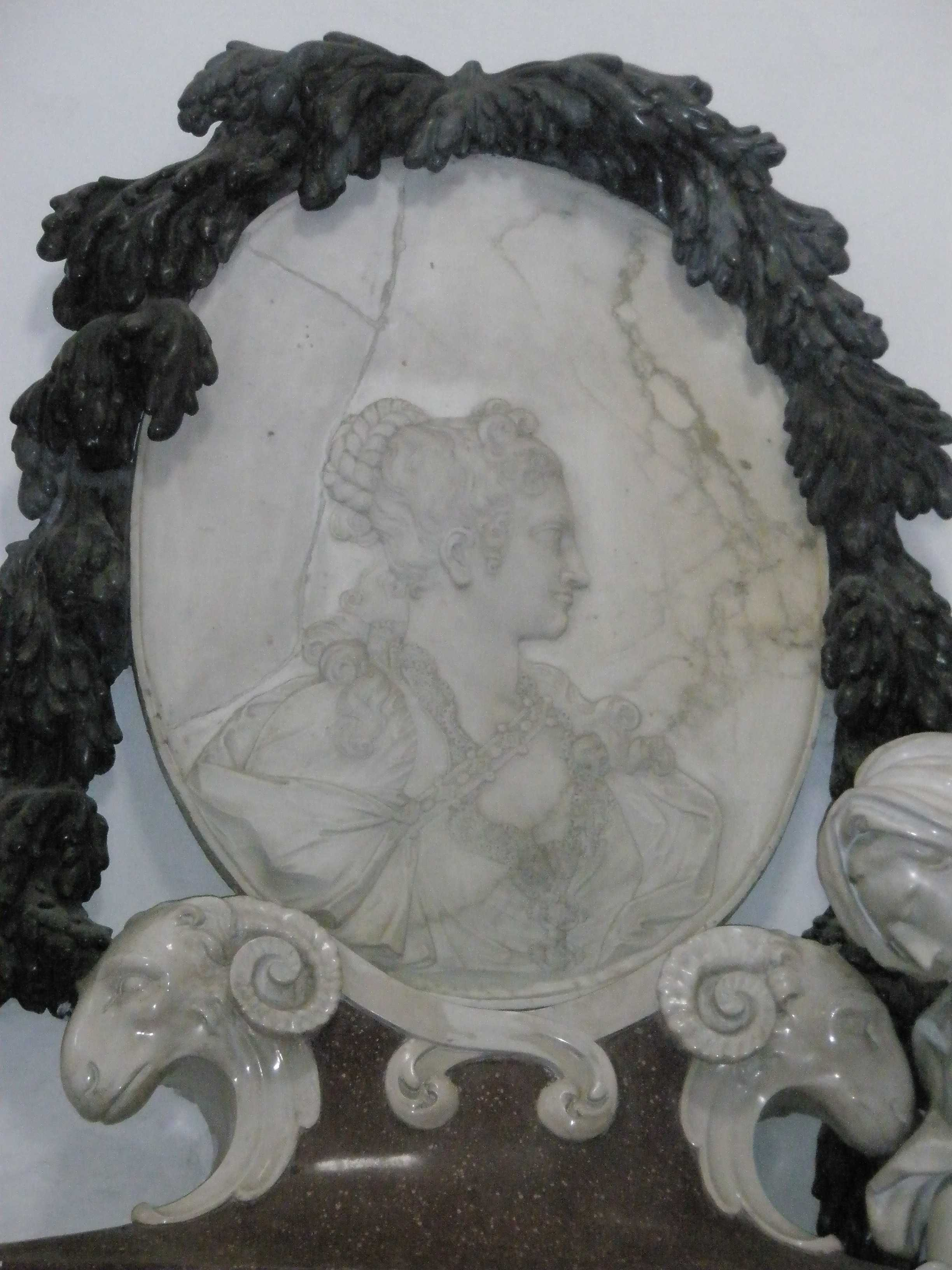
マリア・カロリナ・ソビェスカの墓所の彫像

マリア・カロリナ・ソビェスカ（Maria Karolina Sobieska, 1697年11月25日 - 1740年5月8日）は、ポーランドの貴族女性。ポーランド王ヤン3世ソビェスキの孫娘。フランスの上級貴族ラ・トゥール・ドーヴェルニュ家に嫁し、ブイヨン公夫人となった。フランス語名はマリー・シャルロット・ソビエスカ（Marie Charlotte Sobieska）。

## 生涯
ヤン3世の長男でオワヴァ公ヤクプ・ルドヴィク・ソビェスキとその妻でプファルツ選帝侯フィリップ・ヴィルヘルムの娘であるヘートヴィヒ・エリーザベトの間の3女として、シレジアのオワヴァ（現在のドルヌィ・シロンスク県オワヴァ郡）で生まれた。妹のマリア・クレメンティナはジャコバイト王位請求者ジェームズ・フランシス・エドワード・ステュアートの夫人である。
裕福な女子相続人として幼い頃から引く手あまたで、グアスタッラ公アントニオから求婚されたものの、彼の精神異常を理由に断っている。母の実家ノイブルク・アン・デア・ドナウを訪れた際、又従兄にあたるラジヴィウ家の当主ミハウ・カジミェシュ・ラジヴィウ公爵と恋仲になったが、父にはミハウとの結婚を許されなかった。
傷心のカロリナは修道院に入ろうとしたが、従兄の神聖ローマ皇帝カール6世に引き留められ、皇帝の選んだ相手と縁組をすることになった。皇帝がカロリナの嫁ぎ先に決めたのは、ラ・トゥール・ドーヴェルニュ家の嗣子であるテュレンヌ公フレデリック・モーリス（1702年 - 1723年）だった。カロリナは1723年8月25日にノイスで代理結婚式を行い、9月20日にストラスブールで正式な婚礼が執り行われた。ところが結婚からわずか10日後の10月1日に夫が急死し、カロリナは未亡人となった。
7カ月後の1724年4月2日、カロリナは亡夫の弟シャルル・ゴドフロワ（1730年よりブイヨン公）と結婚したが、結婚生活は不幸であり、カロリナはフランスを去ってシレジアに戻った。1737年には父から相続したジュウキェフ（現在のウクライナ領リヴィウ州ジョウクヴァ）に移り、この所領の所有権を守ろうとした。父の死後、オワヴァの所領も相続した。カロリナはポーランドに持つ所領を、ソビェスキ家の縁者で昔の恋人でもあったミハウ・カジミェシュ・ラジヴィウに相続させることに決めている。また蔵書の一部をザウスキ図書館（ポーランド国立図書館の前身）に寄贈している。
1740年に死去、ワルシャワの聖カジミェシュ教会に葬られた。心臓だけは抜き取られて先祖の眠るジョウクヴァの教区教会に安置された。1746年には、ミハウ・カジミェシュ・ラジヴィウによって聖カジミェシュ教会に肖像が彫りこまれた墓碑が設けられている。

## 子女
2番目の夫ブイヨン公爵との間に1男1女の2人の子女をもうけた。
- マリー・ルイーズ（1725年 - 1793年） - 1743年、ゲメネ公ジュール・エルキュール・メリアデックと結婚
- ゴドフロワ・シャルル・アンリ（1728年 - 1792年） - ブイヨン公